# Pentland Skerries
Le Pentland Skerries (in norreno Pettlandssker) sono un gruppo di quattro piccole isole disabitate nell'arcipelago delle Orcadi, in Scozia. Sono situate nel Pentland Firth, a nord-est rispetto a Duncansby Head e a sud di South Ronaldsay.
L'isola più grande è di gran lunga Muckle Skerry, che ospita anche un faro. Le altre isole sono Little Skerry, Louther Skerry e Clettack Skerry.